# 갯봄맞이
갯봄맞이(Glaux maritima)는 자금우과의 풀이다.

## 생태
한국의 북부(7~8월 개화)와 경상남북도 일부(5월 개화) 바닷가 습지에 자라는 전체에 털이 없고, 다소 분백색이 도는 녹색, 광택이 나고, 근경은 옆으로 뻗는다. 잎은 다소 밀생하며 잎자루는 없고, 피침형에 양 끝이 둔하고, 길이 6-15mm, 뒷면에 퍼진 점이 산재한다. 꽃은 연한 붉은색으로 지름 6-7mm이다. 꽃자루는 거의 없고, 잎겨드랑이에 1송이씩 달린다. 꽃받침은 넓은 종 모양으로 끝이 5갈래 끝이 둔하고, 화관은 없다. 열매는 삭과로 둥근형이다.